# Museo de Nueva Zelanda Te Papa Tongarewa

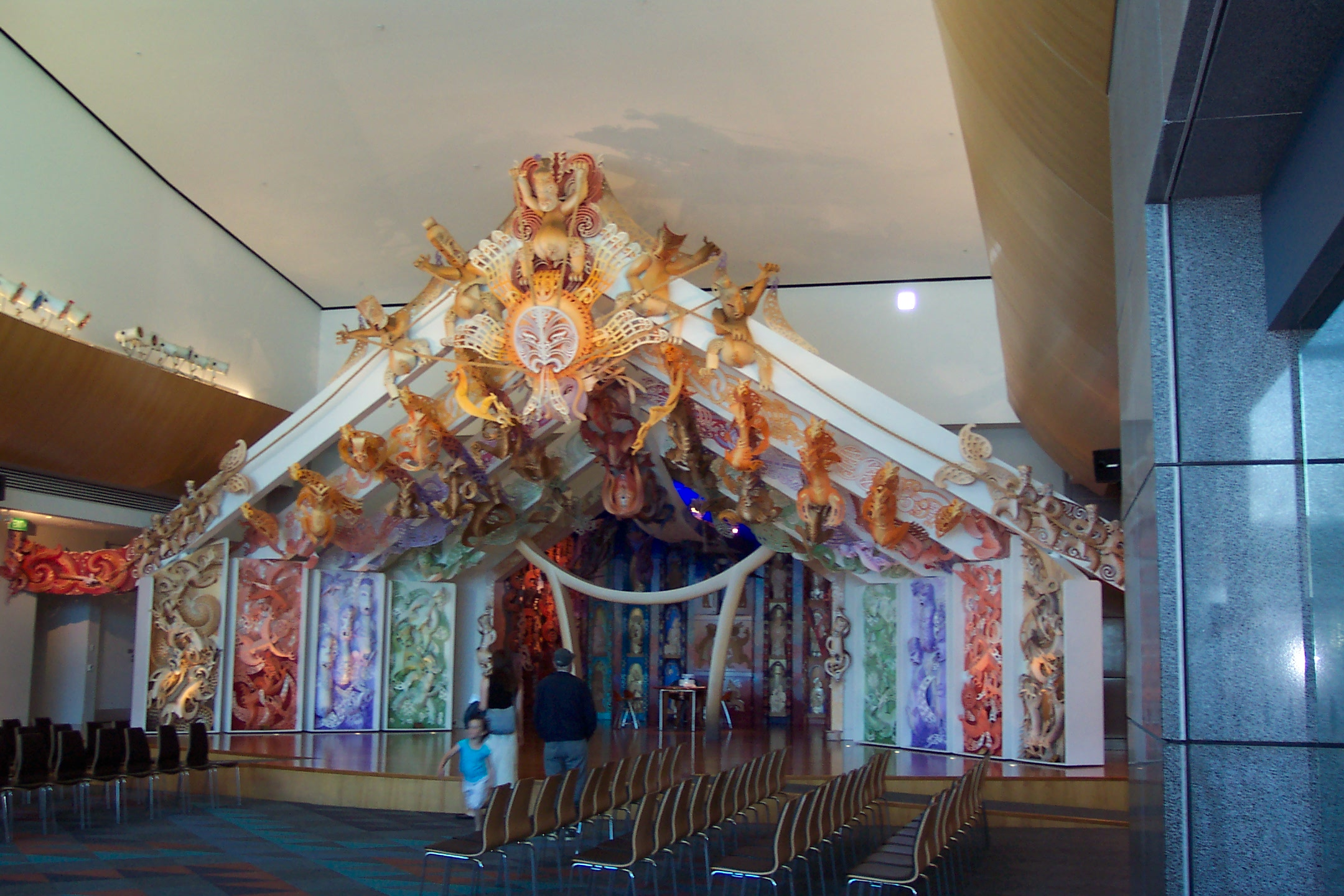
Instalación de un templo maorí (Wharenui).

El Museo de Nueva Zelanda Te Papa Tongarewa, más conocido como Te Papa, es un museo nacional de Nueva Zelanda situado en la ciudad de Wellington. Se trata de un museo que mantiene una propuesta de integración y trabajo multidisciplinar.

## Historia
El Museo Colonial creado en 1885 fue su predecesor, se construyó en Museum Street y James Hector su primer director. En los años 1930 se trasladó a un edificio en Buckle Street en las proximidades de la Galería Nacional de Arte de Nueva Zelanda que en 1992 se fusionó con él configurando Te Papa Tongarewa pero hasta el 14 de febrero de 1998 no se inauguró en el edificio actual estando dirigido por Dame Cheryll Sotheran. Desde entonces recibe la visita de un millón de personas cada año.

## Colecciones
Dispone de diferentes colecciones:
- Historia: con unos 25.000 artículos de los que 7.000 son los vestidos y telas, la más antigua se remonta al siglo XVI. También incluye el archivo postal de Nueva Zelanda con unos 20.000 sellos y objetos relacionados. Además la denominada Colección del Pacífico tiene unos 13.000 objetos históricos y contemporáneos de las Islas del Pacífico.
- Historia natural: con colecciones sobre fósiles de vertebrados, plantas, pájaros autóctonos, anfibios, reptiles, insectos y otros animales.
- Cultura: arte y cultura visual, fotografías, tesoros culturales maoríes (Taonga Māori), cultura de los pueblos del Océano Pacífico y de historia social y cultural.

Dispone además de varios archivos y una extensa biblioteca conocida como Te Aka Matua. Sus exposiciones permanentes muestran un recorrido histórico, cultural y artístico sobre Nueva Zelanda y se encuentran distribuidas en seis pisos con nombres temáticos como: un jardín, fuerzas impresionantes, corales, Mana Whenua o arte maorí junto a otras dedicadas a obras pictóricas del impresionismo, simbolismo, expresionismo, cubismo y surrealismo.